# Sally Newmarch
Sally Gaye Newmarch (Canberra, 2 de junio de 1975) es una deportista australiana que compitió en remo.
Ganó tres medallas de bronce en el Campeonato Mundial de Remo entre los años 1998 y 2003. Participó en tres Juegos Olímpicos de Verano, entre los años 1996 y 2004, ocupando el cuarto lugar en Sídney 2000 y el cuarto en Atenas 2004, en la prueba de doble scull ligero.

## Palmarés internacional
| Campeonato Mundial | Campeonato Mundial      | Campeonato Mundial | Campeonato Mundial  |
| Año                | Lugar                   | Medalla            | Prueba              |
| ------------------ | ----------------------- | ------------------ | ------------------- |
| 1998               | Colonia (Alemania)      | Medalla de bronce  | Cuatro scull        |
| 1999               | St. Catharines (Canadá) | Medalla de bronce  | Doble scull ligero  |
| 2003               | Milán (Italia)          | Medalla de bronce  | Cuatro scull ligero |